# Tilden, Texas
Tilden är administrativ huvudort i McMullen County i Texas. Enligt 2020 års folkräkning hade Tilden 190 invånare.